# Пектубаево
Пектубаево (мар. Какшанмучаш) — село в Новоторъяльском районе Республики Марий Эл России. Административный центр одноимённого сельского поселения.
Численность населения — 1314 (2010) человек.

## География
Село Пектубаево находится в 24 км к западу от центра муниципального района — пгт Новый Торъял. Расположено на берегах реки Нурма.

## История
На проселочной дороге в XVIII веке в селе Пектубаево возникла ямская станция, где было от 7 до 10 лошадей. Первым держателем был С. Ухов.
По преданию, первыми жителями стали 7 семей Соколовых из одного марийского племени. Вскоре по реке Нурма возникли 2 марийских поселения: Верхнее Янаево и Нижнее Янаево. Эти деревни долгое время разделяла нераспаханная целина, на которой поселились 3 приезжих купца — марийцы по фамилии Пектубаевы.
В 1858 году в селении насчитывалось 52 хозяйства, 169 мужчин и 201 женщина, имелись станция, приходское училище. Работали базары в воскресные и праздничные дни.
Первую начальную школу построили в 1864 году. В 1879 году в селе Пектубаево Торъяльского кантона открыли земское училище, затем церковно-приходскую школу, которую позже преобразовали в двухклассное училище. В 1918 году его преобразовали в единую трудовую школу 1 ступени.
В 1918 году создали комитет бедноты, первая партийная ячейка возникла в 1924 году из 5 человек, комсомольская ячейка — в 1923 году, при ней организовали 6 кружков для молодёжи.
За первое довоенное девятилетие советской власти в селе построили 250 домов, здание райисполкома, больницу, МТС, машинотракторный парк, льнозавод, пекарню, промкомбинат и пошивочную, гончарный цех, артель «Рассвет», сапожную мастерскую, цехи по выделке овчины, жести, шерстобойку.
Машинное товарищество «Пектубаевское» было основано в 1928 году. В 1930 году создана сельхозартель «Свободный путь». Были введены в строй и пущены ясли-сад на 140 мест, участковая больница, средняя школа, новое административное здание сельсовета с пунктом общественного порядка.
До революции среди населения свирепствовала трахома. Лечить было некому. Фельдшерский пункт возник в Кадаме в начале XX века. Фельдшер приезжал оттуда 1-2 раза в неделю. Участковый медпункт стал работать в 1912 году. С 1936 года в Пектубаеве действует амбулатория. В июле 1970 года в эксплуатацию приняли больницу на 50 коек. С 1960-x по 1980-е годы в Пектубаеве работал целый больничный городок. В 1990 году построили новую двухэтажную больницу с амбулаторией, зубным кабинетом, детским и терапевтическим отделениями.
С 1936 по 1959 годы — центр Пектубаевского района. В 1959 году в бывших зданиях района разместилась школа-интернат на 180 мест. На 1 декабря 1961 года в Пектубаеве работали вечерняя школа с 36 учащимися, преподавали 15 человек, и семилетняя школа-интернат, где учились 185 человек, работали 63 человека.
Пектубаево славилось базарами. Базарная площадь находилась в Нахаловке рядом с конторой, впоследствии её перевели чуть выше, ещё позднее — на площадь рядом с церковью. Пектубаевский базар обслуживал до 14 процентов всех хозяйств кантона.
В 1973 году Указом Президиума Верховного Совета МАССР деревни Верхнее Янаево, Нижнее Янаево, Малое Крюково вошли в состав села Пектубаево.

## Население
| 2010 |
| ---- |
| 1314 |

## Экономика

### Транспорт
Через село проходит автодорога регионального значения 88К-015 Оршанка — Пектубаево — Новый Торъял. Также село является конечной точкой автодороги местного значения 88Н-13001 Алексеевский — Средний Кадам — Пектубаево, которая связывает его с крупной автодорогой 88К-001 Йошкар-Ола — Уржум.
Имеет автобусное сообщение с Новым Торъялом и Йошкар-Олой. Маршрут 529-К.

### Связь
- Пектубаевское отделение почтовой связи.

## Образовательно-воспитательные учреждения
- Пектубаевская средняя общеобразовательная школа Архивная копия от 7 ноября 2016 на Wayback Machine.
- Пектубаевский детский сад № 5 «Улыбка» Архивная копия от 30 марта 2017 на Wayback Machine.

## Культура
- Пектубаевский сельский дом культуры.
- Пектубаевская сельская библиотека. Открылась в 1870 году, считается старейшей в районе.

## Здравоохранение
- Пектубаевский фельдшерско-акушерский пункт.[3]

## Религия
Церковь Рождества Христова
Первая церковь в селе (деревянная и однопрестольная) была построена в 1734 году и освящена в честь Рождества Христова. Каменный храм выстроен в 1820 году на средства прихожан по благословению епископа Вятского Амвросия (Вышезерова).
Церковь была закрыта 13 сентября 1936 года и передана под клуб, позже здесь размещались сельский дом культуры и библиотека.
В 2004 году здесь была зарегистрирована церковная община, позже организован приход. Но здание храма было сильно разрушено, сохранился лишь первый этаж. В здании бывшей церкви обустроили и приспособили под храм небольшое помещение, в котором изредка совершал молебны настоятель Кучкинского Сретенского храма иерей Алексий Вязов.
Служение Литургии здесь началось с 2005 года, когда в Пектубаевской церкви появился молодой настоятель иерей Сергий Целищев. В 2008 году здание храма было полностью возвращено верующим и с тех пор ремонтируется и приводится в порядок.

## Известные уроженцы
- Матвеев, Геннадий Константинович (1908—1996) — советский украинский учёный.
- Тихвинский, Фёдор Васильевич (1861—?) — священник, миссионер, депутат Государственной думы II созыва от Вятской губернии.
- Ивановский, Анатолий Дмитриевич (16 (28) февраля 1863 — 30 октября 1918) — священник Русской православной церкви, в 2008 году включён в Собор новомученников и исповедников Российских.